# Damayanthi Dharsha
Kobala Vithanage Damayanthi Dharsha (ur. 13 lutego 1975 w Panadurze) – lankijska lekkoatletka, sprinterka. Pięciokrotna mistrzyni Azji, trzykrotna złota medalistka igrzysk azjatyckich, wielokrotna uczestniczka mistrzostw świata na stadionie i w hali, trzykrotna olimpijka (Barcelona, Sydney, Ateny).

## Przebieg kariery
W 1992 wystąpiła na igrzyskach olimpijskich, na których wystartowała w dwóch konkurencjach. W konkurencji biegu na 100 m uzyskała w eliminacjach czas 11,88 i zajęła 7. pozycję, nie awansując do dalszej fazy; w konkurencji biegu na dwukrotnie większym dystansie odpadła w ćwierćfinale, zajmując w tejże fazie 7. pozycję z czasem 23,89.
W 1993 została wicemistrzynią Azji w konkurencji biegu na 200 m, rok później w tej samej konkurencji wywalczyła brązowy medal igrzysk azjatyckich. W 1995 zadebiutowała na mistrzostwach świata, jednak swe starty zakończyła na dalekich miejscach – w konkurencji biegu na 100 m zajęła w eliminacjach 6. pozycję, w konkurencji biegu na 200 m zaś także odpadła w eliminacjach, zajmując w tej fazie 7. pozycję.
W 1998 wywalczyła złoty medal mistrzostw Azji w konkurencji biegu na 400 m, a także została dwukrotną złotą medalistką igrzysk azjatyckich w konkurencjach biegowych na dystansie 200 i 400 m. Na mistrzostwach Azji rozgrywanych w Dżakarcie zdobyła trzy złote medale – w konkurencjach 200, 400 oraz 4 × 100 m (w konkurencji biegu na 400 m ustanowiła czasem 51,05 nowy rekord Sri Lanki).
W czasie rozgrywanych w Sydney igrzysk olimpijskich wystąpiła w dwóch konkurencjach. W konkurencji biegu na 400 m odpadła ćwierćfinale, zajmując w tejże fazie 6. pozycję z czasem 52,35, natomiast w rywalizacji sztafet 4 × 100 m lankijska ekipa z jej udziałem odpadła w eliminacjach, zajmując 5. pozycję z czasem 44,51. Cztery lata później, w ramach igrzysk w Atenach, wystartowała w konkurencji biegu na 400 m – zajęła w eliminacjach 7. pozycję z czasem 54,58.
Po raz ostatni w zawodach międzynarodowych wystąpiła podczas igrzysk Wspólnoty Narodów w Melbourne, wówczas wystąpiła ona w zawodach w konkurencji biegu na 200 m, gdzie zajęła 8. pozycję w fazie półfinałowej.
W swej karierze zdobyła trzynaście medali igrzysk Azji Południowej, w tym osiem złotych, w latach 1991-1999. Z kolei w latach 1998-2005 wywalczyła sześć tytułów mistrzyni kraju.

## Osiągnięcia
| Rok     | Zawody                      | Miasto       | Miejsce | Konkurencja        | Wynik   |
| ------- | --------------------------- | ------------ | ------- | ------------------ | ------- |
| 1992    | Letnie igrzyska olimpijskie | Barcelona    | 7. H    | bieg na 100 m      | 11,88   |
| 1992    | Letnie igrzyska olimpijskie | Barcelona    | 7. QF   | bieg na 200 m      | 23,89   |
| 1993    | Mistrzostwa Azji            | Manila       | 2.      | bieg na 200 m      | 23,29   |
| 1994    | Mistrzostwa Azji juniorów   | Dżakarta     | 1.      | bieg na 100 m      | 11,42   |
| 1994    | Mistrzostwa Azji juniorów   | Dżakarta     | 2.      | bieg na 200 m      | 23,24   |
| 1994    | Igrzyska azjatyckie         | Hiroszima    | 3.      | bieg na 200 m      | 23,61   |
| 1995    | Mistrzostwa świata          | Göteborg     | 6. H    | bieg na 100 m      | 11,65   |
| 1995    | Mistrzostwa świata          | Göteborg     | 7. H    | bieg na 200 m      | 23,45   |
| 1997    | Mistrzostwa świata          | Ateny        | 7. QF   | bieg na 400 m      | 53,49   |
| 1998    | Mistrzostwa Azji            | Fukuoka      | 1.      | bieg na 400 m      | 51,23   |
| 1998    | Igrzyska Wspólnoty Narodów  | Kuala Lumpur | 4.      | bieg na 400 m      | 51,06   |
| 1998    | Igrzyska azjatyckie         | Bangkok      | 1.      | bieg na 200 m      | 22,48   |
| 1998    | Igrzyska azjatyckie         | Bangkok      | 1.      | bieg na 400 m      | 51,57   |
| 1999    | Mistrzostwa świata          | Sewilla      | 5. H    | bieg na 200 m      | 23,57   |
| 1999    | Mistrzostwa świata          | Sewilla      | 8. QF   | bieg na 400 m      | 53,33   |
| 2000    | Mistrzostwa Azji            | Dżakarta     | 1.      | bieg na 200 m      | 22,84   |
| 2000    | Mistrzostwa Azji            | Dżakarta     | 1.      | bieg na 400 m      | 51,05   |
| 2000    | Mistrzostwa Azji            | Dżakarta     | 1.      | sztafeta 4 × 100 m | 44,23   |
| 2000    | Letnie igrzyska olimpijskie | Sydney       | 6. QF   | bieg na 400 m      | 52,34   |
| 2000    | Letnie igrzyska olimpijskie | Sydney       | 5. H    | sztafeta 4 × 100 m | 44,51   |
| 2001    | Halowe mistrzostwa świata   | Lizbona      | 4. SF   | bieg na 200 m      | 24,00   |
| 2001    | Halowe mistrzostwa świata   | Lizbona      | DNF H   | bieg na 400 m      | N/A     |
| 2001    | Mistrzostwa świata          | Edmonton     | 2. SF   | bieg na 200 m      | 22,88   |
| 2001    | Mistrzostwa świata          | Edmonton     | 6. SF   | bieg na 400 m      | 51,83   |
| 2001    | Mistrzostwa świata          | Edmonton     | 5. H    | sztafeta 4 × 100 m | 43,89   |
| 2002    | Igrzyska Wspólnoty Narodów  | Manchester   | 6. SF   | bieg na 200 m      | 24,18   |
| 2002    | Igrzyska Wspólnoty Narodów  | Manchester   | 22. QF  | bieg na 400 m      | 53,91   |
| 2002    | Igrzyska azjatyckie         | Pusan        | 1.      | bieg na 400 m      | 51,13   |
| 2002    | Mistrzostwa Azji            | Kolombo      | 3.      | sztafeta 4 × 400 m | 3:32,71 |
| 2003    | Halowe mistrzostwa świata   | Birmingham   | 5. H    | bieg na 400 m      | 54,61   |
| 2003    | Mistrzostwa Azji            | Manila       | 2. H    | bieg na 200 m      | 24,13   |
| 2004    | Letnie igrzyska olimpijskie | Ateny        | 7. H    | bieg na 400 m      | 54,58   |
| 2005    | Mistrzostwa Azji            | Inczon       | 1.      | bieg na 200 m      | 23,21   |
| 2006    | Igrzyska Wspólnoty Narodów  | Melbourne    | 8. SF   | bieg na 200 m      | 24,22   |
| Źródło: |                             |              |         |                    |         |

## Rekordy życiowe
- bieg na 100 m – 11,19 (30 września 1999, Katmandu)
- bieg na 200 m – 22,48 (18 grudnia 1998, Bangkok)
- bieg na 400 m – 51,05 (30 sierpnia 2000, Dżakarta)
- sztafeta 4 × 100 m – 43,89 (11 sierpnia 2001, Edmonton)
- sztafeta 4 × 400 m – 3:35,42 (24 września 1999, Katmandu)

Halowe
- bieg na 200 m – 23,78 (9 marca 2001, Lizbona)
- bieg na 400 m – 54,61 (14 marca 2003, Birmingham)

Źródło: 